# Mięta polna
Mięta polna (Mentha arvensis L.) – gatunek rośliny należący do rodziny jasnotowatych. Występuje w całej niemal Europie (bez Islandii) i na znacznej części Azji (Azja Zachodnia i Środkowa, Syberia, Kaukaz). W Polsce jest pospolity na całym obszarze.

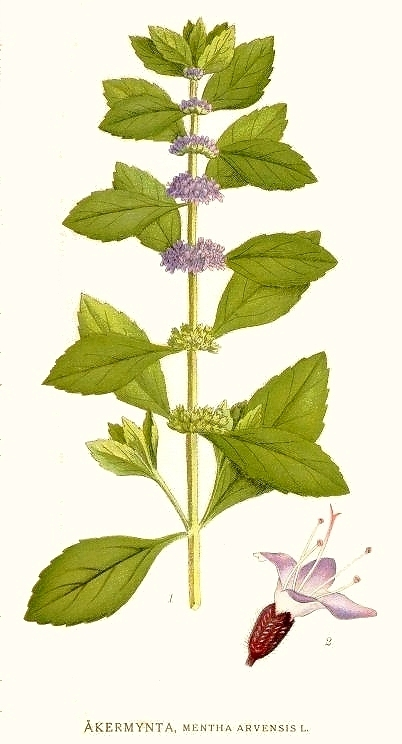
Morfologia

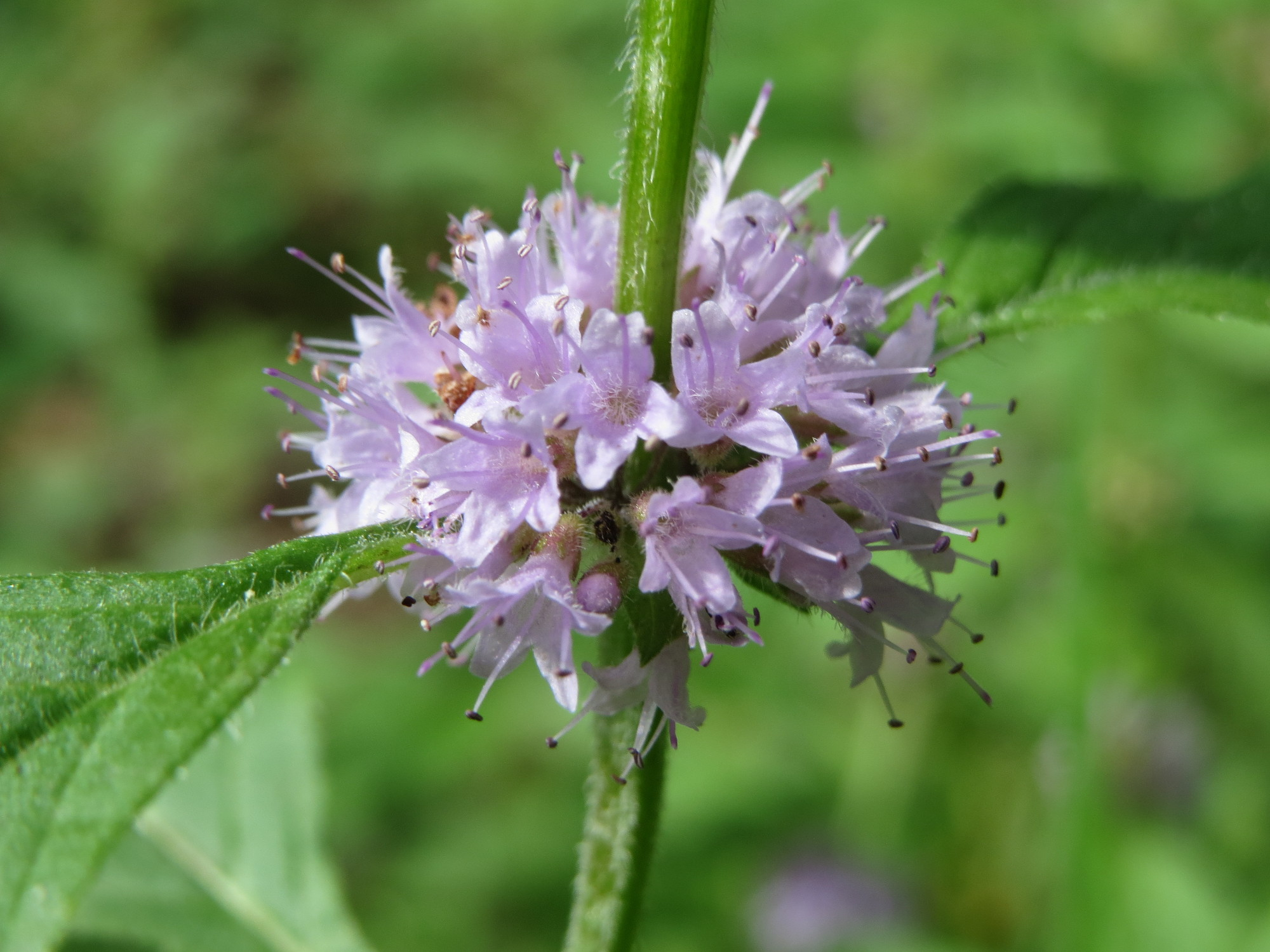
Kwiaty

## Morfologia
PokrójRoślina wieloletnia, o aromatycznym zapachu. Osiąga wysokość od 5 do 45 cm. Posiada pełzające kłącze i podziemne rozłogi.
ŁodygaOwłosiona, pojedyncza lub rozgałęziona. Jest 4-kanciasta i owłosiona dookoła. Na wierzchołkach występują liście bez okółków kwiatowych.
LiścieUlistnienie nakrzyżległe. Liście jajowate do podługowatych, ogonkowe z 2 do 6 parami nerwów bocznych.
KwiatyZebrane w nibyokółkach w kątach podsadek znacznie różniących się od pozostałych liści. Kwiaty grzbieciste, fioletowe lub różowe. Gardziel szerokodzwonkowatego kielicha o słabo wystających 10 nerwach jest naga, lub posiadająca równe ząbki. Korona 5-łatkowa, jej górna łatka jest przeważnie szersza od pozostałych, albo wyraźnie wycięta. Wewnątrz korony cztery, jednakowej długości pręciki.

## Biologia i ekologia
Bylina, hemikryptofit, chamefit. Kwitnie od lipca do września, jest owadopylna. Rośnie na podmokłych łąkach i na polach uprawnych jako chwast. Preferuje gleby żyzne, wilgotne, o odczynie pH obojętnym lub lekko kwaśnym. Rośnie zarówno w pełnym słońcu jak i w miejscach cienistych. Na okres zimy część naziemna zamiera by następnie na wiosnę wypuścić liczne młode pędy z podziemnego kłącza. W polskim klimacie roślina całkowicie mrozoodporna (strefa mrozoodporności 3). 

## Zmienność
- Mentha arvensis L. var. javanica (2n=72) — odmiana uprawiana w Europie Zachodniej, Rosji, Korei, Chinach, północnych Indiach i USA.
- Mentha arvensis L. var. piperascens (2n=96) — uprawiana podobnie jak javanica.
- Mentha arvensis L. ssp. haplocalyx Breq. var. piperascens Holmes — zwana miętą japońską. Jej uprawę rozpoczęli Japończycy pod koniec XIX w. Oni również jako pierwsi opanowali przemysłową metodę pozyskiwania olejku miętowego, będąc jego największym producentem do I wojny światowej. Olejek eteryczny z mięty japońskiej zawiera najwięcej mentolu (70-90%). Obecnie rozpowszechniona w Chinach, Indiach, Brazylii, Argentynie i innych o ciepłym klimacie.

## Zastosowanie
- Olejek z mięty polnej zawiera ok. 70–80% (–)-mentolu i jest wykorzystywany do przemysłowej produkcji tego związku[6].
- Po dodaniu do mleka przedłuża jego świeżość (zatrzymuje kwaśnienie). Dawniej uprawiano ją głównie w tym celu[7].
- Roślina lecznicza, stosowana w zaburzeniach trawienia.

## Uprawa
Mięta polna w uprawie bywa bardzo ekspansywna i bez odpowiedniego przypilnowania może rozprzestrzenić się na cały ogród.